# راديو كويت إف إم
راديو الكويت إف إم والمعروف أيضا باسم سوبر ستيشن، هي محطة إذاعية كويتيه تبث من مدينة الكويت.

## نبذة
تُعد محطة راديو الكويت 99.7 متخصصة في بث الموسيقى بكافة أنواعها مثل الهيب هوب والروك والراب، وهي مستوحاة من فنانين أمريكيين وبريطانيين وبعض فناني الشرق الأوسط وأيضاً الموسيقى العربية والشعبية.

## نطاق البث
تبث المحطة في 6 محافظات كويتية، حيث يتم استقبال إرسالها على نطاق FM بتردد 99.7 ميجاهرتز. تبث المحطة أيضاً عبر عدة منصات بث إلكترونية على الإنترنت.